# Tháng 10 năm 2011
Tháng 10 năm 2011 bắt đầu vào Thứ bảy và kết thúc sau 31 ngày vào Thứ hai.

## Chủ đề:Thời sự
| Thứ bảy, ngày 1 tháng 10 |
| - Nội chiến Libya 2011: Hội đồng Chuyển tiếp Quốc gia (NTC) chấp thuận cho Ủy ban Chữ thập đỏ Quốc tế vào thành phố Sirte để thực hiện các hoạt động nhân đạo. (Reuters) Lưu trữ ngày 2 tháng 10 năm 2011 tại Wayback Machine |

| Thứ bảy, ngày 1 tháng 10 |
| - Nội chiến Libya 2011: Hội đồng Chuyển tiếp Quốc gia (NTC) chấp thuận cho Ủy ban Chữ thập đỏ Quốc tế vào thành phố Sirte để thực hiện các hoạt động nhân đạo. (Reuters) Lưu trữ ngày 2 tháng 10 năm 2011 tại Wayback Machine |

| Chủ nhật, ngày 2 tháng 10 |
| - Ở bộ môn đua ngựa, Danedream giành chiến thắng trong Prix de l'Arc de Triomphe với thời gian kỷ lục 2:24.49, trở thành con ngựa Đức thứ hai chiến thắng kể từ năm 1975. (BBC) |

| Chủ nhật, ngày 2 tháng 10 |
| - Ở bộ môn đua ngựa, Danedream giành chiến thắng trong Prix de l'Arc de Triomphe với thời gian kỷ lục 2:24.49, trở thành con ngựa Đức thứ hai chiến thắng kể từ năm 1975. (BBC) |

| Thứ hai, ngày 3 tháng 10 |
| - Hơn 700 người bị cảnh sát bắt giữ và phóng thích vì cản trở giao thông trên cầu Brooklyn, Thành phố New York, trong cuộc biểu tình Occupy Wall Street. - Bruce A. Beutler, Jules A. Hoffmann và Ralph M. Steinman (truy tặng) được trao giải Nobel Y học vì các khám phá của họ về hệ miễn dịch. |

| Thứ hai, ngày 3 tháng 10 |
| - Hơn 700 người bị cảnh sát bắt giữ và phóng thích vì cản trở giao thông trên cầu Brooklyn, Thành phố New York, trong cuộc biểu tình Occupy Wall Street. - Bruce A. Beutler, Jules A. Hoffmann và Ralph M. Steinman (truy tặng) được trao giải Nobel Y học vì các khám phá của họ về hệ miễn dịch. |

| Thứ ba, ngày 4 tháng 10 |
| - Ba nhà thiên văn Saul Perlmutter, Brian P. Schmidt và Adam Riess cùng nhận giải Nobel Vật lý nhờ phát hiện vũ trụ đang giãn nở với tốc độ tăng dần. - Một vụ đánh bom tự sát tại thành phố Mogadishu, Somalia, khiến ít nhất 139 người thiệt mạng. |

| Thứ ba, ngày 4 tháng 10 |
| - Ba nhà thiên văn Saul Perlmutter, Brian P. Schmidt và Adam Riess cùng nhận giải Nobel Vật lý nhờ phát hiện vũ trụ đang giãn nở với tốc độ tăng dần. - Một vụ đánh bom tự sát tại thành phố Mogadishu, Somalia, khiến ít nhất 139 người thiệt mạng. |

| Thứ tư, ngày 5 tháng 10 |
| - Nhà khoa học người Israel Dan Shechtman được trao giải Nobel Hóa học nhờ khám phá về giả tinh thể. - Steve Jobs, nhà đồng sáng lập và cựu tổng giám đốc tập đoàn Apple, qua đời vì ung thư tụy. |

| Thứ tư, ngày 5 tháng 10 |
| - Nhà khoa học người Israel Dan Shechtman được trao giải Nobel Hóa học nhờ khám phá về giả tinh thể. - Steve Jobs, nhà đồng sáng lập và cựu tổng giám đốc tập đoàn Apple, qua đời vì ung thư tụy. |

| Thứ năm, ngày 6 tháng 10                                                  |
| - Nhà thơ người Thụy Điển Tomas Tranströmer được trao giải Nobel Văn học. |

| Thứ năm, ngày 6 tháng 10                                                  |
| - Nhà thơ người Thụy Điển Tomas Tranströmer được trao giải Nobel Văn học. |

| Thứ sáu, ngày 7 tháng 10 |
| - Ellen Johnson Sirleaf, Leymah Gbowee và Tawakkul Karman nhận giải Nobel Hòa bình vì những nỗ lực bảo vệ phụ nữ và nữ quyền. |

| Thứ sáu, ngày 7 tháng 10 |
| - Ellen Johnson Sirleaf, Leymah Gbowee và Tawakkul Karman nhận giải Nobel Hòa bình vì những nỗ lực bảo vệ phụ nữ và nữ quyền. |

| Thứ bảy, ngày 8 tháng 10 |
| - Nội chiến Libya 2011: Sau cuộc giao tranh kéo dài, lực lượng của Hội đồng Chuyển tiếp Quốc gia tiếp cận trung tâm thành phố Sirte, đối mặt với sự phản kháng từ lực lượng trung thành với Muammar Gaddafi. (Channel 4 News) |

| Thứ bảy, ngày 8 tháng 10 |
| - Nội chiến Libya 2011: Sau cuộc giao tranh kéo dài, lực lượng của Hội đồng Chuyển tiếp Quốc gia tiếp cận trung tâm thành phố Sirte, đối mặt với sự phản kháng từ lực lượng trung thành với Muammar Gaddafi. (Channel 4 News) |

| Chủ nhật, ngày 9 tháng 10 |
| - Sebastian Vettel bảo vệ thành công danh hiệu Vô địch thế giới Công thức 1, trở thành tay đua trẻ nhất lập được thành tích này. |

| Chủ nhật, ngày 9 tháng 10 |
| - Sebastian Vettel bảo vệ thành công danh hiệu Vô địch thế giới Công thức 1, trở thành tay đua trẻ nhất lập được thành tích này. |

| Thứ hai, ngày 10 tháng 10                                                                                      |
| - Thomas J. Sargent và Christopher A. Sims được trao giải Nobel Kinh tế nhờ những nghiên cứu về kinh tế vĩ mô. |

| Thứ hai, ngày 10 tháng 10                                                                                      |
| - Thomas J. Sargent và Christopher A. Sims được trao giải Nobel Kinh tế nhờ những nghiên cứu về kinh tế vĩ mô. |

| Thứ ba, ngày 11 tháng 10 |
| - Cựu thủ tướng Ukraina Yulia Tymoshenko bị tuyên án 7 năm tù vì tội lạm dụng quyền lực trong đàm phán thỏa thuận khí đốt với Nga năm 2009. - Chính phủ Hoa Kỳ tuyên bố đã ngăn ngừa âm mưu do Iran tại trợ nhằm ám sát đại sứ Ả Rập Xê Út Adel al-Jubeir và đánh bom tòa đại sứ của Israel và Ả Rập Xê Út tại Washington D.C. |

| Thứ ba, ngày 11 tháng 10 |
| - Cựu thủ tướng Ukraina Yulia Tymoshenko bị tuyên án 7 năm tù vì tội lạm dụng quyền lực trong đàm phán thỏa thuận khí đốt với Nga năm 2009. - Chính phủ Hoa Kỳ tuyên bố đã ngăn ngừa âm mưu do Iran tại trợ nhằm ám sát đại sứ Ả Rập Xê Út Adel al-Jubeir và đánh bom tòa đại sứ của Israel và Ả Rập Xê Út tại Washington D.C. |

| Thứ tư, ngày 12 tháng 10                                                                  |
| - Nhà khoa học máy tính người Mỹ Dennis Ritchie, cha đẻ của C và Unix, qua đời ở tuổi 70. |

| Thứ tư, ngày 12 tháng 10                                                                  |
| - Nhà khoa học máy tính người Mỹ Dennis Ritchie, cha đẻ của C và Unix, qua đời ở tuổi 70. |

| Thứ năm, ngày 13 tháng 10                                                                                       |
| - Quốc vương Bhutan Jigme Khesar Namgyel Wangchuck kết hôn với Jetsun Pema, một cô gái thường dân, tại Punakha. |

| Thứ năm, ngày 13 tháng 10                                                                                       |
| - Quốc vương Bhutan Jigme Khesar Namgyel Wangchuck kết hôn với Jetsun Pema, một cô gái thường dân, tại Punakha. |

| Thứ sáu, ngày 14 tháng 10                                        |
| - Apple Inc. ra mắt kiểu smartphone mới nhất, iPhone 4S. (MSNBC) |

| Thứ sáu, ngày 14 tháng 10                                        |
| - Apple Inc. ra mắt kiểu smartphone mới nhất, iPhone 4S. (MSNBC) |

| Thứ bảy, ngày 15 tháng 10                                                                            |
| - Cảnh sát chống bạo loạn xung đột với người biểu tình ở Roma, với ít nhất 70 người bị thương. (BBC) |

| Thứ bảy, ngày 15 tháng 10                                                                            |
| - Cảnh sát chống bạo loạn xung đột với người biểu tình ở Roma, với ít nhất 70 người bị thương. (BBC) |

| Chủ nhật, ngày 16 tháng 10                                                                          |
| - Tay đua xe người Anh Dan Wheldon tử nạn trong lúc đua xe tại trường đua Las Vegas Motor Speedway. |

| Chủ nhật, ngày 16 tháng 10                                                                          |
| - Tay đua xe người Anh Dan Wheldon tử nạn trong lúc đua xe tại trường đua Las Vegas Motor Speedway. |

| Thứ hai, ngày 17 tháng 10                                                                                  |
| - Nội chiến Libya 2011: Hội đồng Chuyển tiếp Quốc gia giành kiểm soát thành phố Bani Walid. (The Guardian) |

| Thứ hai, ngày 17 tháng 10                                                                                  |
| - Nội chiến Libya 2011: Hội đồng Chuyển tiếp Quốc gia giành kiểm soát thành phố Bani Walid. (The Guardian) |

| Thứ ba, ngày 18 tháng 10                                                                                   |
| - Sau bị bắt giữ 5 năm, người lính Israel Gilad Shalit được thả tự do để trao đổi 1.027 tù binh Palestine. |

| Thứ ba, ngày 18 tháng 10                                                                                   |
| - Sau bị bắt giữ 5 năm, người lính Israel Gilad Shalit được thả tự do để trao đổi 1.027 tù binh Palestine. |

| Thứ tư, ngày 19 tháng 10                                                 |
| - Ban nhạc pop Ireland Westlife tan rã. (RTE) (The Telegraph) (Sky News) |

| Thứ tư, ngày 19 tháng 10                                                 |
| - Ban nhạc pop Ireland Westlife tan rã. (RTE) (The Telegraph) (Sky News) |

| Thứ năm, ngày 20 tháng 10 |
| - Nhà lãnh đạo Libya Muammar al-Gaddafi thiệt mạng tại Sirt trong lúc quân đội phe Hội đồng Chuyển tiếp Quốc gia đánh chiếm thành phố này. - Tổ chức ly khai xứ Basque ETA tuyên bố ngừng bạo lực. |

| Thứ năm, ngày 20 tháng 10 |
| - Nhà lãnh đạo Libya Muammar al-Gaddafi thiệt mạng tại Sirt trong lúc quân đội phe Hội đồng Chuyển tiếp Quốc gia đánh chiếm thành phố này. - Tổ chức ly khai xứ Basque ETA tuyên bố ngừng bạo lực. |

| Thứ sáu, ngày 21 tháng 10 |
| - Chiến tranh Iraq: - Tổng thống Hoa Kỳ, Barack Obama, thông báo kế hoạch rút hết lực lượng quân đội Mỹ còn lại ở Iraq đến cuối năm 2011. (CBS News) Lưu trữ ngày 24 tháng 11 năm 2011 tại Wayback Machine |

| Thứ sáu, ngày 21 tháng 10 |
| - Chiến tranh Iraq: - Tổng thống Hoa Kỳ, Barack Obama, thông báo kế hoạch rút hết lực lượng quân đội Mỹ còn lại ở Iraq đến cuối năm 2011. (CBS News) Lưu trữ ngày 24 tháng 11 năm 2011 tại Wayback Machine |

| Thứ bảy, ngày 22 tháng 10                                                                |
| - Thái tử Ả Rập Xê Út Sultan bin Abdul-Aziz Al Saud Saud qua đời tại Thành phố New York. |

| Thứ bảy, ngày 22 tháng 10                                                                |
| - Thái tử Ả Rập Xê Út Sultan bin Abdul-Aziz Al Saud Saud qua đời tại Thành phố New York. |

| Chủ nhật, ngày 23 tháng 10 |
| - Tổng thống Argentina Cristina Fernández de Kirchner tái đắc cử nhiệm kỳ thứ hai. - Lũ lụt tại miền trung Thái Lan đến Băng Cốc, ảnh hưởng trên hai triệu người. - Một trận động đất 7,2 độ mô men xảy ra gần Van, miền đông Thổ Nhĩ Kỳ, làm hàng trăm người thiệt mạng. |

| Chủ nhật, ngày 23 tháng 10 |
| - Tổng thống Argentina Cristina Fernández de Kirchner tái đắc cử nhiệm kỳ thứ hai. - Lũ lụt tại miền trung Thái Lan đến Băng Cốc, ảnh hưởng trên hai triệu người. - Một trận động đất 7,2 độ mô men xảy ra gần Van, miền đông Thổ Nhĩ Kỳ, làm hàng trăm người thiệt mạng. |

| Thứ hai, 24 tháng 10                                                                         |
| - Đảng Phục hưng (Nahda) giành đa số ghế trong tổng tuyển cử tại Tunisia sau cuộc cách mạng. |

| Thứ hai, 24 tháng 10                                                                         |
| - Đảng Phục hưng (Nahda) giành đa số ghế trong tổng tuyển cử tại Tunisia sau cuộc cách mạng. |

| Thứ ba, 25 tháng 10 |
| - Nổi dậy ở Yemen 2011: Mười lăm người chết trong một cuộc xung đột tại thành phố Sana'a và Taiz. (Daily Star) Lưu trữ ngày 27 tháng 10 năm 2011 tại Wayback Machine |

| Thứ ba, 25 tháng 10 |
| - Nổi dậy ở Yemen 2011: Mười lăm người chết trong một cuộc xung đột tại thành phố Sana'a và Taiz. (Daily Star) Lưu trữ ngày 27 tháng 10 năm 2011 tại Wayback Machine |

| Thứ tư, 26 tháng 10                                                                           |
| - Boeing 787 Dreamliner thực hiện chuyến bay thương mại lần đầu tiên, từ Tokyo đến Hồng Kông. |

| Thứ tư, 26 tháng 10                                                                           |
| - Boeing 787 Dreamliner thực hiện chuyến bay thương mại lần đầu tiên, từ Tokyo đến Hồng Kông. |

| Thứ năm, 27 tháng 10 |
| - Năm đại diện của Mùa xuân Ả Rập—Mohamed Bouazizi, Ali Farzat, Asmaa Mahfouz, Ahmed al-Senussi và Razan Zaitouneh—nhận Giải thưởng Sakharov. |

| Thứ năm, 27 tháng 10 |
| - Năm đại diện của Mùa xuân Ả Rập—Mohamed Bouazizi, Ali Farzat, Asmaa Mahfouz, Ahmed al-Senussi và Razan Zaitouneh—nhận Giải thưởng Sakharov. |

| Thứ sáu, 28 tháng 10                                                                          |
| - Nhà hát Bolshoi tại Moskva mở cửa sau sáu năm, với 21 tỉ rúp (680 triệu đô la Mỹ) trùng tu. |

| Thứ sáu, 28 tháng 10                                                                          |
| - Nhà hát Bolshoi tại Moskva mở cửa sau sáu năm, với 21 tỉ rúp (680 triệu đô la Mỹ) trùng tu. |

| Thứ bảy, 29 tháng 10 |
| - Nổi dậy ở Syria 2011: - Lực lượng an ninh Syria tấn công thành phố Homs với máy bay tiêm kích và xe tăng, làm ít nhất ba người chết. (CNN) |

| Thứ bảy, 29 tháng 10 |
| - Nổi dậy ở Syria 2011: - Lực lượng an ninh Syria tấn công thành phố Homs với máy bay tiêm kích và xe tăng, làm ít nhất ba người chết. (CNN) |

| Chủ nhật, 30 tháng 10 |
| - Hội nghị thượng đỉnh của Khối Thịnh Vượng Chung kết thúc tại thành phố Perth, Úc. (The West Australian) - Hội nghị cấp cao Đông Á lần thứ 5 khai mạc tại Hà Nội, Việt Nam. |

| Chủ nhật, 30 tháng 10 |
| - Hội nghị thượng đỉnh của Khối Thịnh Vượng Chung kết thúc tại thành phố Perth, Úc. (The West Australian) - Hội nghị cấp cao Đông Á lần thứ 5 khai mạc tại Hà Nội, Việt Nam. |

| Thứ hai, 31 tháng 10 |
| - UNESCO trở thành tổ chức Liên Hợp Quốc đầu tiên công nhận Palestine làm thành viên đầy đủ. - Cục Dân số Liên Hợp Quốc ước đoán dân số thế giới đạt bảy tỉ người. (Los Angeles Times) |

| Thứ hai, 31 tháng 10 |
| - UNESCO trở thành tổ chức Liên Hợp Quốc đầu tiên công nhận Palestine làm thành viên đầy đủ. - Cục Dân số Liên Hợp Quốc ước đoán dân số thế giới đạt bảy tỉ người. (Los Angeles Times) |

| << Tháng 10 năm 2011 >> |    |    |    |    |    |    |
| CN                      | T2 | T3 | T4 | T5 | T6 | T7 |
|                         |    |    |    |    |    | 1  |
| 2                       | 3  | 4  | 5  | 6  | 7  | 8  |
| 9                       | 10 | 11 | 12 | 13 | 14 | 15 |
| 16                      | 17 | 18 | 19 | 20 | 21 | 22 |
| 23                      | 24 | 25 | 26 | 27 | 28 | 29 |
| 30                      | 31 |    |    |    |    |    |
|                         |    |    |    |    |    |    |

| Giới thiệu trang này |

| Sự kiện đang tiếp diễn |
| --- |
| - Nạn đói Đông Phi 2011 - Khủng hoảng tài chính thế giới - Khủng hoảng kinh tế Hy Lạp - Occupy Wall Street - Biểu tình Tây Ban Nha 2011 - Mùa xuân Ả Rập - Nổi dậy ở Bahrain - Biểu tình Jordan - Hậu nội chiến Libya - Biểu tình Jordan 2011 - Nổi dậy ở Syria - Cách mạng Tunisia - Nổi dậy ở Yemen |

| Mới mất |
| --- |
| - 29: Jimmy Savile - 29: Axel Axgil - 25: Liviu Ciulei - 24: John McCarthy - 23: Nusrat Bhutto - 23: Bronislovas Lubys - 23: Marco Simoncelli - 22: Sultan bin Abdul-Aziz Al Saud - 22: Robert Pierpoint - 21: Edmundo Ros - 20: Muammar Gaddafi - 20: Sue Lloyd - 20: Tone Pavček - 18: Norman Corwin - 18: Kent Hull - 18: Elaine Nile - 18: Andrea Zanzotto - 17: Manfred Gerlach - 17: Carl Lindner, Jr. - 17: Barney Danson - 16: Pete Rugolo - 16: Dan Wheldon - 15: Betty Driver - 15: Pierre Mamboundou - 14: Reg Alcock - 13: Barbara Kent - 13: Tufele Liamatua - 12: Patricia Breslin - 12: Dennis Ritchie - 12: Dick Thornett - 11: Bob Galvin - 11: Keith Holman - 11: Frank Kameny - 10: Milton Castellanos Everardo - 10: Jagjit Singh - 10: Albert Rosellini - 9: Rob Buckman - 8: Al Davis - 8: Mikey Welsh - 7: Ramiz Alia - 6: Diane Cilento - 5: Graham Dilley - 5: Bert Jansch - 5: Steve Jobs - 5: Fred Shuttlesworth - 2: Don Lapre |

| Xung đột tiếp diễn |
| --- |
| - Chiến tranh chống khủng bố - Nội chiến Libya - Cách mạng Tunisia - Hải tặc Somalia - Xung đột Ả Rập-Israel - Yemen trấn áp al-Qaeda - Chiến tranh Afghanistan - Nội chiến tại Myanma - Bạo loạn ở miền Nam Thái Lan - Xung đột biên giới Campuchia–Thái Lan - Tranh chấp chủ quyền Biển Đông - Chiến tranh ma túy México - Xung đột nội bộ tại Peru |